# José Ramón Fuertes
José Ramón Fuertes Roces (nacido en Mieres, Asturias, 22 de septiembre de 1943) es un exfutbolista y entrenador de fútbol español. 

## Trayectoria

### Como jugador
Completó una meritoria carrera como futbolista antes de ejercer como entrenador. Comenzó en el Caudal Deportivo y luego pasó por Real Valladolid, Pontevedra C. F., Valencia C. F. y Burgos C. F.. Durante su estancia en el conjunto valenciano ganó un campeonato de la Primera División de España, la del curso 1970/71, y fue tres veces subcampeón de Copa.

### Como entrenador
Una vez metido a técnico, dirigió al Caudal Deportivo, al que ascendió de Tercera a Segunda B, y al C. D. Logroñés. Eso antes de fichar por el C. D. Tenerife. Tras su estancia en la isla, pasó, entre otros, por los banquillos de Real Avilés C. F., C. D. Alcoyano, Unión Deportiva Alzira, Recreativo de Huelva, Real Murcia C. F., C. D. Mensajero y Club Marino de Luanco.